# Heàs
Heàs est un toponyme fréquent en Gascogne. On lui doit :
- Héas hameau et vallée au sud de Gèdre en Lavedan,
- Hias (à Castetbon, Mourenx, Saubole, Angoumé)
- Féas en vallée de Barétous (réfection néolatine de Heàs, Heaas en 1343).

Il vient de :
- heà < fenar, un dérivé toponymique du latin fenum 'foin'. L'évolution fenar > heà est régulière en gascon.
- suffixe augmentatif -aç / -as